# Бектасов, Кажигали Сайдалиевич
Кажигали Сайдалиевич Бектасов (1905 — 1938) — советский партийный и хозяйственный деятель.

## Биография
Родился в казахской семье на территории нынешнего Зерендинского района.
Получил высшее образование. В конце 1930-х работал председателем исполнительного комитета Восточно-Казахстанской области, являлся членом тройки НКВД. Проживал в Семипалатинске.
20 декабря 1937 арестован сотрудниками областного управления НКВД. Обвинялся по статье 58-2, 58-7, 58-8, 58-11 УК РСФСР. 12 ноября 1938 приговорён выездной сессией ВКВС СССР к ВМН.
Посмертно реабилитирован 13 августа 1959 определением Военной коллегии Верховного суда СССР за отсутствием состава преступления.